# Königswasseraufschluss
Der Königswasseraufschluss ist ein Aufschlussverfahren in der Analytischen Chemie, das dem Aufschluss von Mineral- und Bodenproben dient. Er kann als ein Teilaufschluss bezeichnet werden, da mineralische Oxide zurückbleiben (z. B. Sand).

## Wirkungsweise
Königswasser hat verschiedene Wirkungsweisen, die sich im Aufschluss ergänzen und so zu einer fast vollständigen Auflösung der Matrix führen. Lediglich einige wenige mineralische Oxide bleiben zurück. Durch die hohe Temperatur (Sieden) beim Aufschluss laufen die Reaktionen in einer passablen Zeit ab.
1. Die Chlorradikale und das Nitrosylchlorid greifen als starke Oxidationsmittel organische Substanzen und die meisten Metalle an.
2. Der extrem niedrige pH-Wert führt zur Lösung vieler Metalloxide und -salze
3. Die hohe Chloridionenkonzentration begünstigt durch Bildung von Chlorokomplexen die Lösung selbst schwerlöslicher Oxide und passivierter Metalle. (Basische) Eisenoxide reagieren beispielsweise durch den Überschuss an Protonen (H+) zu Eisen(III)-ionen und Wasser. Die Eisenionen reagieren wiederum mit Chloridionen zu einem Chlorokomplex. In diesem Komplex ist das Eisen maskiert und kann ohne weitere Aufbereitung nicht analytisch erfasst werden (komplexierende Wirkung).

Nach dem eigentlichen Aufschluss wird wiederholt mit konz. Salpetersäure abgeraucht, um überschüssige Chlorverbindungen zu entfernen. Der fast trockene Rückstand wird mit einer verdünnten (ca. 5%igen) Salpetersäure aufgenommen und steht so für viele Analysemethoden zur Verfügung.